# Aeropuerto de Sudbury
El Aeropuerto de Sudbury (del inglés: Sudbury Airport o Greater Sudbury Airport)(IATA: YSB, OACI: CYSB) es un aeropuerto ubicado a 11 MN (20 km; 13 mi) al noreste del centro de la ciudad de Sudbury, Ontario, Canadá. Se encuentra ubicado entre las comunidades de Garson y Skead. 
Este aeropuerto es clasificado por NAV CANADA como un puerto de entrada y es servido por la Canada Border Services Agency. Los oficiales de la CBSA pueden atender aviones de hasta 15 pasajeros.
Este aeropuerto es principalmente servido por las aerolíneas regionales Air Canada Jazz y Bearskin Airlines. Desde el 2001 al 2004 también fue servido por WestJet. Este aeropuerto también posee el servicio de ambulancia aérea por medio de CHC Helicopter.

## Aerolíneas y destinos
- Air Canada
  -  Air Canada Jazz
    - Toronto / Aeropuerto Internacional de Toronto-Pearson
- Bearskin Airlines
  - Kapuskasing / Aeropuerto de Kapuskasing
  - North Bay / Aeropuerto de North Bay
  - Ottawa / Aeropuerto Internacional de Ottawa
  - Sault Ste. Marie / Aeropuerto de Sault Ste. Marie
  - Timmins / Aeropuerto de Timmins
  - Thunder Bay / Aeropuerto Internacional de Thunder Bay
- Sunwing Airlines
  - Puerto Plata / Aeropuerto Internacional de Puerto Plata (estacional)